# Peter Suchsland
Peter Suchsland (* 28. April 1935 in Jena; † 18. Juli 2025 in Weimar) war ein deutscher Germanist und Hochschullehrer.

## Leben
Peter Suchsland, Sohn einer Angestellten und eines Volksschullehrers, der als Soldat im Zweiten Weltkrieg starb, besuchte die Grete-Unrein-Oberschule in Jena, an der er 1953 das Abitur ablegte. Er nahm zunächst ein Studium der Ökonomik des Transport- und Nachrichtenwesens an der Dresdner Hochschule für Verkehrswesen auf, bevor er ab 1954 Germanistik sowie ab 1956 auch Romanistik an der Friedrich-Schiller-Universität Jena studierte. 1959 absolvierte er das Examen als Oberstufenlehrer für Deutsch und Mittelstufenlehrer für Französisch, wurde jedoch noch im selben Jahr in die planmäßige Aspirantur aufgenommen. Seit 1962 war er Assistent am Jenaer Germanistischen Institut.
Nachdem Suchsland 1965 mit einer Arbeit über Die Sprache der Jenaer Ratsurkunden bei Heinz Mettke an der Friedrich-Schiller-Universität promoviert wurde, war er als stellvertretender Leiter der internationalen Hochschulferienkurse für deutsche Sprache und Kultur sowie als Oberassistent in Jena tätig. 1969 erlangte er ebenda die Facultas Docendi für das Fach „Deutsche Sprache der Gegenwart“. Anschließend war er von 1970 bis 1976 wissenschaftlicher Arbeitsleiter und stellvertretender Direktor des Zentralinstituts für Sprachwissenschaft der Akademie der Wissenschaften der DDR. Als solcher gab er von 1973 bis 1976 die Linguistischen Studien des Instituts mit heraus. 1975 verteidigte er seine kumulative Dissertation B mit dem Thema Theoretische und methodologische Probleme der marxistisch-leninistischen Sprachtheorie, woraufhin er ab 1976 als Hochschuldozent und ab 1979 als ordentlicher Professor für germanistische Sprachwissenschaft in Jena forschte und lehrte. Von 1977 bis 1981 war er stellvertretender Direktor der Sektion Sprachwissenschaften und von 1990 bis 1994 leitete er das Institut für Germanistische Sprachwissenschaft. 
Während Suchsland mit seiner Dissertation und der Herausgabe Deutscher Volksbücher bedeutende Beiträge zur Philologie des Frühneuhochdeutschen leistete, lagen seine Forschungsschwerpunkte später auf Grammatiktheorie und der Syntax des Gegenwartsdeutschen.
Von 1994 bis 1997 bekleidete Peter Suchsland, der Beiratsmitglied der 1990 gegründeten Gesellschaft für Sprachwissenschaft in der DDR gewesen war, das Amt des ersten Vorsitzenden der Deutschen Gesellschaft für Sprachwissenschaft (DGfS). Darüber hinaus gehörte er seit 1973 dem Redaktionsbeirat der Zeitschrift Deutsch als Fremdsprache an, betätigte sich von 1994 bis 1998 als Fachgutachter der Deutschen Forschungsgemeinschaft und war von 1998 bis 2001 Mitglied des Beirats Sprache des Goethe-Instituts. Im Oktober 2000 trat er in den Ruhestand.
Aus Protest gegen einen Neuentwurf der DGfS-Satzung in geschlechtergerechter Sprache trat Suchsland 2022 aus der Gesellschaft aus. Er war verheiratet und starb 2025 im Alter von 90 Jahren.

## Schriften (Auswahl)
- Die Sprache der Jenaer Ratsurkunden. Entwicklung von Lauten und Formen von 1317 bis 1525. Akademie-Verlag, Berlin 1968, doi:10.22032/dbt.44743 (zugleich Dissertation, Jena 1964).
- (Hrsg.): Deutsche Volksbücher in drei Bänden. Aufbau-Verlag, Berlin/Weimar 1968 (klassik-stiftung.de – 5., überarb. Auflage 1992).
- Kurze Einführung in die generative Grammatik des Deutschen. Jagiellonen-Universität, Krakau 1973.
- mit Wolfgang Fleischer, Gerhard Helbig (Hrsg.): Kleine Enzyklopädie. Deutsche Sprache. Bibliographisches Institut, Leipzig 1983 (Neuauflage 2001).
- (Hrsg.): Biologische und soziale Grundlagen der Sprache. Interdisziplinäres Symposium des Wissenschaftsbereiches Germanistik der Friedrich-Schiller-Universität Jena, 17.–19. Oktober 1989. Niemeyer, Tübingen 1992, ISBN 3-484-30280-1.
- Robert D. Borsley: Syntax-Theorie. Ein zusammengefasster Zugang. Niemeyer, Tübingen 1997, ISBN 3-484-22055-4 (deutsche Bearbeitung).